# Cosmic Girl
Cosmic Girl è un singolo del gruppo inglese Jamiroquai, estratto dall'album del 1996 Travelling Without Moving. La canzone ha ottenuto un notevole successo in tutta Europa nel 1997, diventando uno dei brani più conosciuti del gruppo.

## Video musicale
Il video musicale, diretto da Adrian Moat, mostra tre famosissime automobili gareggiare lungo un percorso che passa dalle montagne al deserto, fino ad arrivare alle prime luci del giorno in una città. Le auto coinvolte nella gara sono una Ferrari F355 berlinetta nera, una Lamborghini Diablo SE30 (di proprietà dello stesso Jay Kay) viola ed una Ferrari F40 rossa (di proprietà del batterista dei Pink Floyd Nick Mason). Jay Kay viene mostrato alla guida della Lamborghini, mentre Stuart Zender è sul sedile del copilota, Toby Smith guida la Ferrari.

## Tracce

### Edizione britannica
1. "Cosmic Girl (Radio Edit) - 03:45
2. "Slippin' N' Slidin' - 03:36
3. "Didjital Vibrations -  05:51
4. "Cosmic Girl (Classic radio mix)

### Edizione europea
1. "Cosmic Girl (Radio edit) - 03:45
2. "Slippin' and Slidin' - 03:36
3. "Didjital Vibrations -  05:51
4. "Cosmic Girl (Classic radio mix)

### Edizione europea Remix
1. "Cosmic Girl - 04:03
2. "Cosmic Girl (Quasar mix) - 07:40
3. "Cosmic Girl (David Morales classic mix) - 09:22
4. "Cosmic Girl (Cosmic dub)

### Edizione statunitense
1. "Cosmic Girl (Album Version) - 04:03
2. "Cosmic Girl (David Morales Classic Mix) - 09:22
3. "Cosmic Girl (Quasar Mix) - 07:40
4. "Cosmic Girl (David Morales Cosmic Dub) - 06:48
5. "Cosmic Girl (Quasar Dub) - 07:17

### Edizione australiana
1. "Cosmic Girl (Radio Edit) - 03:45
2. "Cosmic Girl (David Morales Classic Radio edit) - 04:01
3. "Cosmic Girl (Quasar mix) - 07:40
4. "Cosmic Girl (David Morales classic mix) - 09:22

## Classifiche
| Classifica (1997) | Posizione più alta |
| ----------------- | ------------------ |
| Australia         | 33                 |
| Belgio (Fiandre)  | 52                 |
| Belgio (Vallonia) | 34                 |
| Finlandia         | 10                 |
| Francia           | 23                 |
| Germania          | 55                 |
| Irlanda           | 12                 |
| Islanda           | 4                  |
| Italia            | 3                  |
| Nuova Zelanda     | 29                 |
| Paesi Bassi       | 78                 |
| Regno Unito       | 6                  |
| Repubblica Ceca   | 10                 |
| Svezia            | 45                 |